# Frieder Gröger
Frieder Gröger (15 de junho de 1934 – 2018) foi um micologista alemão que descreveu várias espécies de fungos, incluindo alguns do gênero Lactarius.

## Obras publicadas
- com Franz Engel: Pilzwanderungen. Eine Pilzkunde für jedermann. 23ª edição. A. Ziemsen, Wittenberg Lutherstadt 1989. 215 páginas. ISBN 978-3740300388.
- Pilze und Wildfrüchte selbst gesammelt und zubereitet. 3ª edição. Verlag für die Frau, Leipzig 1985. 144 páginas. ASIN B001C3Q1TS.
- com Alfred Birkfeld and Kurt Herschel: Pilze - Essbar oder giftig? 23ª edição, revisada. A. Ziemsen, Wittenberg Lutherstadt 1990. 72 páginas. ISBN 978-3740302450.
- Bestimmungsschlüssel für Blätterpilze und Röhrlinge in Europa. Teil I: Hauptschlüssel; Gattungsschlüssel; Artenschlüssel für Röhrlinge und Verwandte, Wachsblättler, hellblättrige Seitlinge, Hellblättler und Rötlinge. In: Regensburger Mykologische Schriften 13. Regensburgische Botanische Gesellschaft 2006. ISSN 0944-2820.